# لوح تقطيع
لوح تقطيع هو لوح مخصص لقطع الأشياء المختلفة عليه. لوح التقطيع الخاص بالمطبخ يستخدم لتحضير الأطعمة أما الأشكال الأخرى منه فهي مخصصة لقطع المواد الأخرى عليه مثل البلاستيك أو الجلد. يصنع لوح التقطيع الخاص بالمطبخ عادة من الخشب أو البلاستيك وتاتي بأحجما وأوزان مختلفة. هناك ألواح تقطيع صنعت من الزجاج أو المعدن أو الرخام والتي تكون أسهل عند تنظيفها من تلك المصنوعة من البلاستيك أو الخشب. لكنها كذلك تكون قدرتها أكبر على تكسير وتخريب الكساكين من تلك المصنوعة من الخشب أو البلاستيك.